# Amy Bradley Is Missing
Amy Bradley Is Missing är en amerikansk dokumentärserie vars första säsong har premiär på Netflix den 16 juli 2025. Serien består av 3 avsnitt.

## Handling
Den 24 mars 1998 är 23-åriga Amy Lynn Bradley på en kryssningssemester tillsammans med sin familj när hon plötsligt försvinner spårlöst. Dokumentärserien utforskar olika teorier och en familjs desperata sökande efter sanningen.